# Georg Asmussen
Georg Asmussen (* 14. Mai 1856 in Pommerby; † 30. Dezember 1933 in Westerholz, Schleswig-Holstein) war ein deutscher Ingenieur, Schriftsteller und Guttempler.

## Leben
Sein Vater war Lehrer in Pommerby und nahm sich, als Georg Asmussen 9 Jahre alt war, das Leben. Er wuchs in großer Armut in Nieby auf, erhielt Privatunterricht in Gelting und wechselte später an die Domschule in Schleswig. 1872 brach er die Schule ab und absolvierte eine Maschinenbaulehre in Eckernförde. Nach dem freiwilligen Militärdienst schloss er ein Ingenieurstudium am Polytechnikum in Langensalza an und stieg anschließend wieder in seine Lehrfirma ein. 1885 begann er bei Blohm & Voss in Hamburg und wurde dort schnell zum leitenden Ingenieur. Er leitete den Ausbau der Werft, vertrat die Firma auf den Weltausstellungen in Paris (1900) und St. Louis (1904) und übernahm Auslandsaufträge in Glasgow, Sankt Petersburg und Konstantinopel.
1911 trat er aus gesundheitlichen Gründen vorzeitig in den Ruhestand und war nur noch zeitweise als Berater weltweit tätig. Er zog sich nach Westerholz zurück und widmete sich fortan ganz der Schriftstellerei. 
Zeit seines Lebens führte Asmussen einen Kampf gegen den Alkohol. 1893 trat er der Guttemplerbewegung bei und gründete noch im gleichen Jahr eine Guttempler-Loge in Hamburg. 1894 übernahm er für fünf Jahre den Vorsitz des Deutschen Guttempler-Ordens, außerdem war  er 17 Jahre lang Schriftleiter der Verbandszeitschrift „Deutscher Guttempler“ und gab 1895 das erste Guttempler-Liederbuch heraus.
In Gelting, im Amt seines Geburtsortes Pommerby, sind die Dörfergemeinschaftsschule und ein Kindergarten nach ihm benannt worden.

## Werke (Auswahl)
- Die Bibel und die Alkoholfrage, zugleich eine Erwiderung an Prof. Dr. E. Harnack. Tienken, Bremerhaven 1895.
- Ein Vorurteil. Novelle. Bollmann, Zürich 1896.
- Gegen den Strom. 10 Erzählungen. Reinhardt, Basel 1898.
- Der Guttempler-Orden und sein Wirken in Deutschland. Lüdeking, Hamburg 1903.
- Ein Besuch bei Uncle Sam. Bilder aus Amerika. Böhmert, Dresden 1905.
- Stürme. Roman. Reißner, Dresden 1906.
- Wegsucher. Roman. Reißner, Dresden 1909.
- Die Ratlosen. Roman. 1912.[1]
- Sich nicht werfen lassen! Ein Leben für Blohm & Voss. Lebenserinnerungen. Schriftenreihe des Arbeitskreises Kirchspielchronik Grundhof. Bd. 4. Husum 2006, ISBN 978-3-89876-285-4